# Peugeot RCZ
Peugeot RCZ är en sportkupé tillverkad av det franska bilföretaget Peugeot. Den lanserades i april 2010 och gick ur produktion 2015. RCZ var ursprungligen planerad som en enkel konceptbil, men den fick en mer burdus design för att fånga allmänhetens och experternas intresse. Peugeot bestämde sig för att ta språnget från konceptbil till verklig bil och började produktionen. Bilens bensinmotorer är baserade på Prince-plattformen, medan dieseln ingår i Peugeots HDi-projektet. RCZ utvecklades under kodnamnet T75.